# Liste der Oberbürgermeister von Breslau

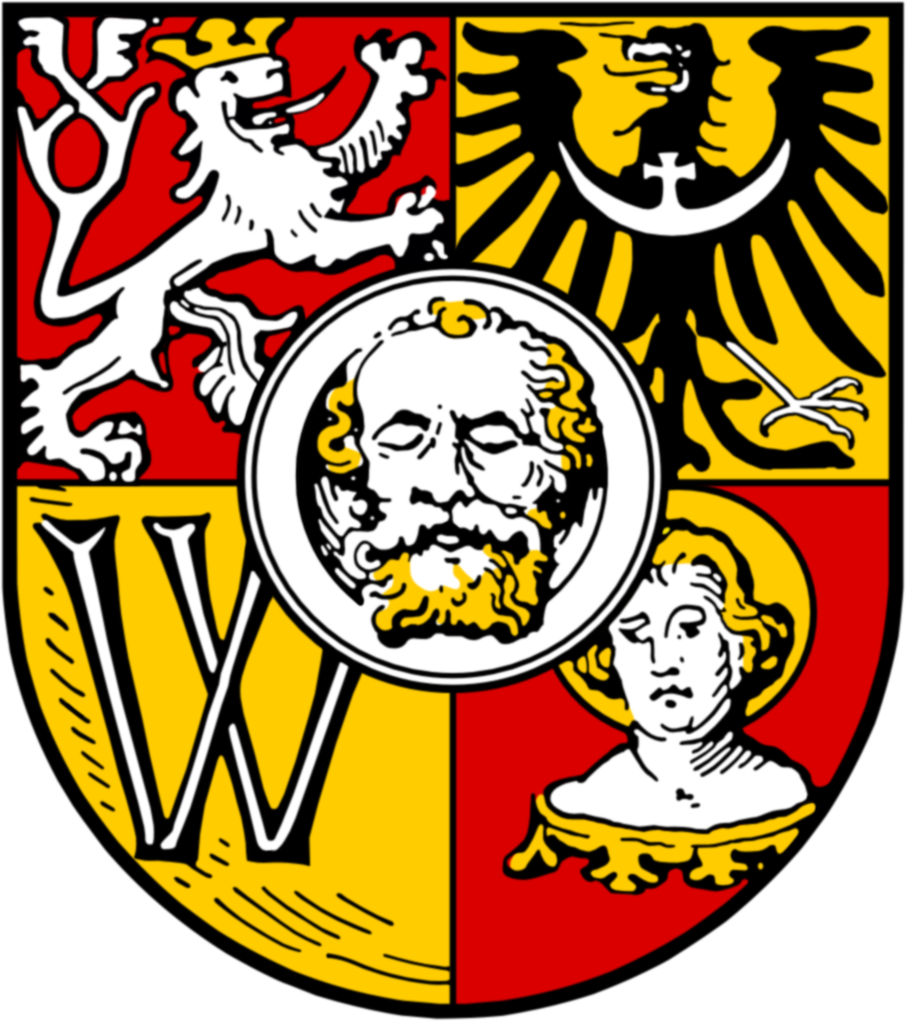
Wappen der Stadt Breslau

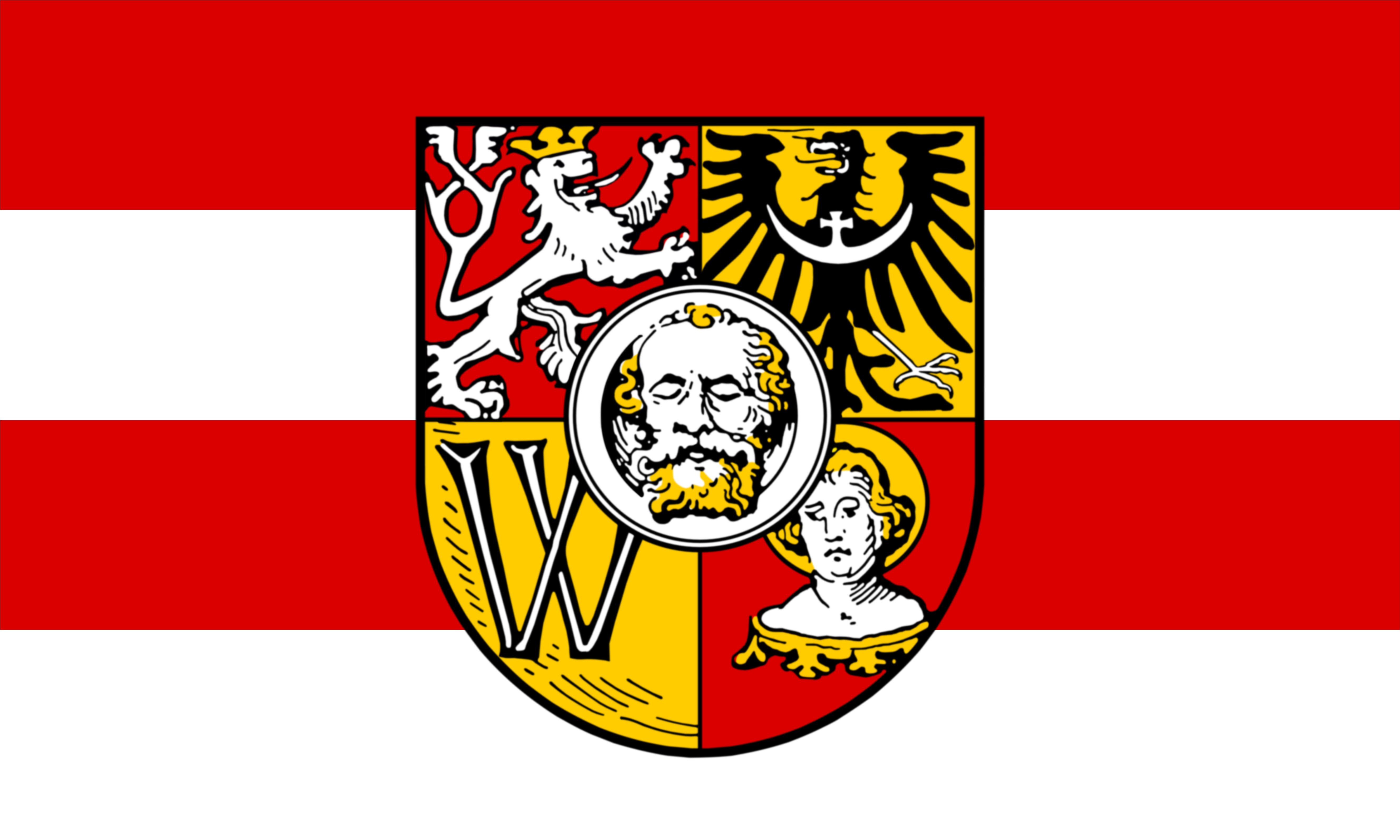
Flagge der Stadt Breslau

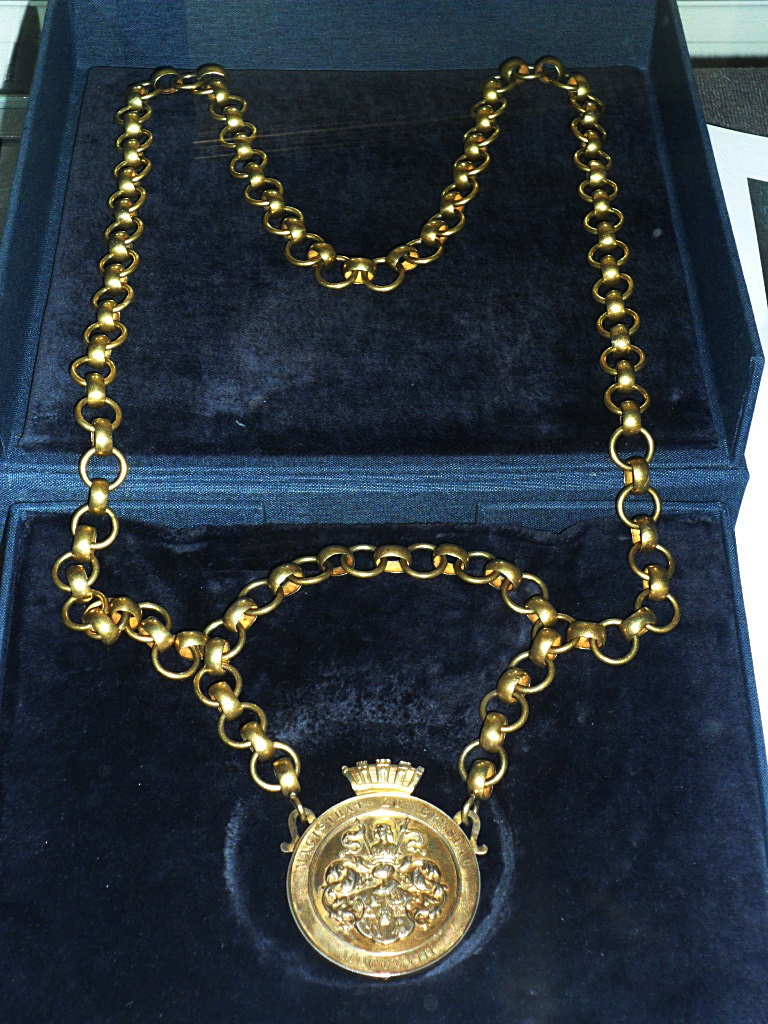
Die Amtskette des Oberbürgermeisters der Stadt Breslau

Liste Ersten Bürgermeister und Oberbürgermeister der Stadt Breslau seit 1809
| Bild                              | Bürgermeister                       | Lebensdaten                            | Amtszeit                | Partei |
| --------------------------------- | ----------------------------------- | -------------------------------------- | ----------------------- | ------ |
|                                   | Benjamin Gottlieb Müller            | * ca. 1752 † 13. Februar 1816          | 1809–1812               |        |
| Friedrich August Karl von Kospoth | Friedrich August Carl von Kospoth   | * 2. Juli 1767 † 4. August 1832        | 1812–1832               |        |
| Gottlieb Donatus Menzel           | Gottlieb Donatus Menzel             | * 1770 † 6. April 1838                 | 1833–1838               |        |
| Karl Gottlieb Lange               | Karl Gottlieb Lange                 | * 12. Oktober 1780 † 23. August 1842   | 1838–1842               |        |
| Julius Pinder                     | Julius Pinder                       | * 24. Oktober 1805 † 19. August 1867   | 1843–1848               |        |
| Julius Alexander Elwanger         | Julius Elwanger                     | * 21. April 1807 † 20. November 1878   | 1851–1863               |        |
| Arthur Hobrecht                   | Arthur Hobrecht                     | * 14. August 1824 † 7. Juli 1912       | 1863–1872               |        |
| Max von Forckenberg               | Max von Forckenbeck                 | * 23. Oktober 1821 † 26. Mai 1892      | 1872–1878               |        |
| Ferdinand Julius Friedensburg     | Ferdinand Julius Ernst Friedensburg | * 27. Oktober 1824 † 5. März 1891      | 1879–1891               |        |
| Georg Bender                      | Georg Bender                        | * 31. Dezember 1848 † 4. Februar 1924  | 1891–1912               |        |
| Paul Matting                      | Paul Matting                        | * 4. Oktober 1859 † 22. September 1935 | 1912–1919               |        |
|                                   | Otto Wagner                         | * 4. Oktober 1877 † 1. Dezember 1962   | 1919–1933               |        |
|                                   | Helmut Rebitzki                     | * 15. Juni 1896 † 21. Mai 1968         | 1933–1934               | NSDAP  |
|                                   | Hans Fridrich                       | * 24. Oktober 1884 † 8. Januar 1947    | 1934–1945               | NSDAP  |
|                                   | Ernst Leichtenstern                 | * 22. April 1895 † 2. April 1945       | 1944–1945 kommissarisch | NSDAP  |